# Onychocerus giesberti
Onychocerus giesberti är en skalbaggsart som beskrevs av Júlio och Monné 2001. Onychocerus giesberti ingår i släktet Onychocerus och familjen långhorningar. Inga underarter finns listade i Catalogue of Life.